# Arroio Grande (kommun)
Arroio Grande är en kommun i Brasilien.   Den ligger i delstaten Rio Grande do Sul, i den södra delen av landet, 1 900 km söder om huvudstaden Brasília. Antalet invånare är 18 469. Arean är 2 514 kvadratkilometer.
Terrängen i Arroio Grande är platt åt sydost, men åt nordväst är den kuperad.
Följande samhällen finns i Arroio Grande:
- Arroio Grande

Trakten runt Arroio Grande består till största delen av jordbruksmark. Runt Arroio Grande är det glesbefolkat, med 14 invånare per kvadratkilometer.